# 格羅頓 (新罕布什爾州)
格羅頓（英語：Groton）是一個位於美國新罕布什爾州格拉夫頓縣的鎮。

## 人口
根據2020年美國人口普查的數據，格羅頓的面積為105.60平方千米，當中陸地面積為105.40平方千米，而水域面積為0.20平方千米。當地共有人口569人，而人口密度為每平方千米5人。